# 시상밑부
시상밑부 (subthalamus, 시상저부, prethalamus)는 간뇌의 일부이다. 시상밑부의 가장 눈에 띄는 구조는 시상밑핵(subthalamic nucleus)이다. 시상밑부는 끝뇌의 기저 핵인 담창구에 연결된다.

## 같이 보기
- 바깥얼기층 (outer plexiform layer)
- 시상상부 (epithalamus)
- 시상하부 (hypothalamus)